# Education City

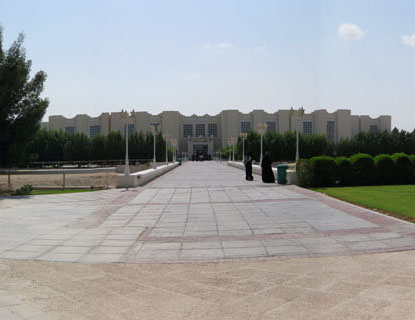
L’une des facultés de l’université du Qatar.

 (décembre 2022).
Education City (litt. « La cité de l'éducation » ; en arabe : المدينة التعليمية) est une zone du Qatar proche de sa capitale, Doha, qui a été construite avec les fonds de la Fondation du Qatar pour l'établissement de campus de plusieurs universités américaines et européennes, mais aussi quelques organisations locales d'éducation et de recherche.

## Les campus
Campus américains :
- Université du Commonwealth de Virginie (fondée en 1999) - Offre des programmes en arts et communications
- Université Cornell (fondée en 2001) - Offre le Weill Medical College au Qatar
- Université Texas A&M (fondée en 2003) - Offre un programme d'ingénierie
- Université Carnegie-Mellon (fondée en 2004) - Offre des programmes de business et informatique
- Université de Georgetown (fondée en 2005) - Branche outre-mer de l’École des relations internationales
- Université Northwestern (fondée en 2008) - propose des programmes en journalisme et de communication

Campus anglais :
- University College de Londres (fondée en 2012) - offre des programmes de conservation du patrimoine, muséographie et arts islamiques

Campus français :
- HEC (fondée en 2011) - propose des programmes de MBA en formation continue

## Programmes
Les programmes locaux incluent :
- Parc des Sciences et des Technologies du Qatar - Prémisses et services pour les compagnies et les entrepreneurs basés sur la technologie
- Programme pont académique - École de la préparation pré-universitaire
- Académie du Qatar - Une école offrant le baccalauréat international
- Association des diabétiques du Qatar - Sert la santé publique et fait des recherches sur les diabétiques
- Centre de Développement Social - Vise à promouvoir l'égalité des revenus

### Ouvrage
- Rémy Leveau, Frédéric Charillon (dir), Monarchies du Golfe, Études de la Documentation française, no 5217, Paris, La Documentation française, 2005, 143 p.
- Mehdi Lazar, Qatar. Une Education City, Paris, L'Harmattan, 2012, 309 p.,  (ISBN 978-2-29697-002-1).

### Presse
- (en) Sean Coughlan, « Why is Qatar investing so much in education? », BBC News,‎ 8 juin 2012 (lire en ligne)
- Mehdi Lazar, « Education City ou l'ambitieuse politique d'enseignement supérieur du Qatar », Moyen-Orient, no 16,‎ octobre 2012